# بيدرو (لاعب كرة قدم مواليد 1997)
بيدرو غيلهيرمي أبرو دوس سانتوس (بالبرتغالية: Pedro Guilherme Abreu dos Santos‏) (20 يونيو 1997 بريو دي جانيرو في البرازيل - ) هو لاعب كرة قدم برازيلي في مركز مهاجم ‏.

## وصلات خارجية
- بيدرو على موقع إي إس بي إن إف سي (الإنجليزية)
- بيدرو على موقع قاعدة بيانات كرة القدم.إي يو (الإنجليزية)
- بيدرو على موقع ليكيب (الفرنسية)
- بيدرو على موقع ناشيونال فوتبول تيمز (الإنجليزية)
- بيدرو على موقع Soccerway.com (الإنجليزية)
- بيدرو على موقع عالم كرة القدم.نت (الإنجليزية)